# Marco Fabbri
Marco Fabbri (Milaan, 2 februari 1988) is een Italiaans kunstschaatser die uitkomt in het ijsdansen. Hij nam met zijn schaatspartner Charlène Guignard deel aan twee edities van de Olympische Winterspelen: Sotsji 2014 en Pyeongchang 2018.

## Biografie

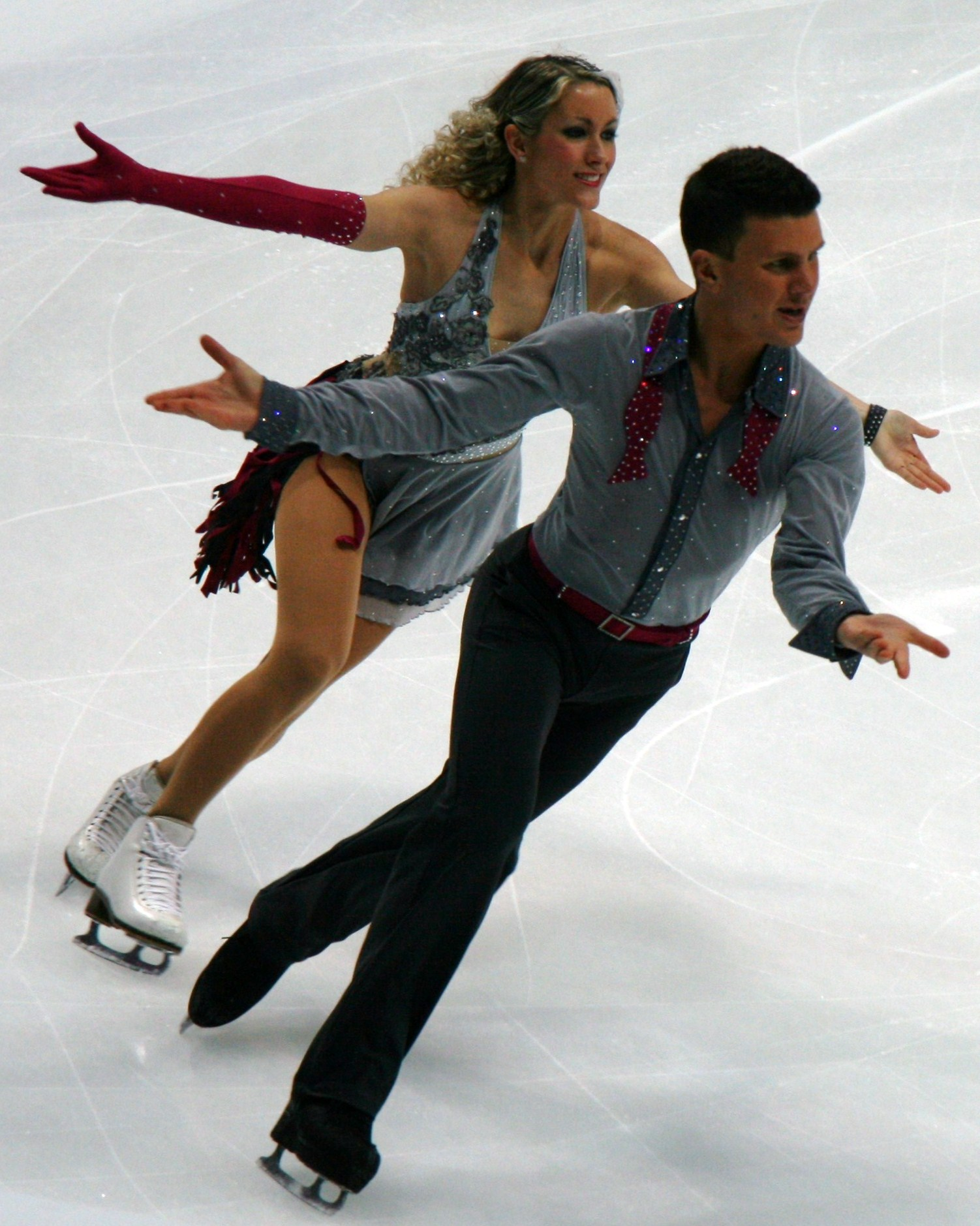
Guignard en Fabbri in 2011

Fabbri begon in 1995 met kunstschaatsen. Zijn vier jaar jongere broer Andrea ging hem later achterna en pakte ook de schaatsen op. Met Stefania Berton won Marco Fabbri de nationale titel bij de novice, waarna hij zich van 2001 tot 2007 concentreerde op het soloschaatsen. In deze periode bemachtigde hij twee juniorentitels en won hij drie medailles op de NK van de senioren. Toen Fabbri terugkeerde naar het ijsdansen, schaatste hij een tijdje met Paola Amati en Francesca Mangini. Hij nam solo drie keer deel aan het WK voor junioren (24e in 2004, 27e in 2006 en 18e in 2007), en daarna nog één keer met Amati (20e in 2009).
Vervolgens ging Fabbri op zoek naar een andere schaatspartner; via Icepartnersearch vond hij de Française Charlène Guignard. Het paar moest het in eigen land jarenlang afleggen tegen Anna Cappellini / Luca Lanotte, maar greep - nadat zij waren gestopt - in 2019 dan toch de nationale titel, hetgeen ze de twee opeenvolgende jaren ook zouden doen. In april 2011 deden Guignard en Fabbri voor het eerst mee met de wereldkampioenschappen, ze werden dat jaar 19e. Er volgden in de jaren erop nog acht deelnames, met als beste klassering de 6e plaats in 2021. Daarnaast nam het ijsdanspaar negen keer aan de Europese kampioenschappen deel. Hiervan was hun beste prestatie in 2019: de bronzen medaille.
Guignard verkreeg in 2013 het Italiaans staatsburgerschap. Hierdoor zou hij met haar, als het paar zich zou kwalificeren, mogen deelnemen aan de Olympische Winterspelen. Dit lukte in 2014: Guignard en Fabbri werden 14e bij het ijsdansen en 4e bij de landenwedstrijd. Vier jaar later deden ze voor een tweede keer mee. Dit keer werden ze 10e bij het ijsdansen. Ze deden niet mee met de teamwedstrijd, waar Italië zich overigens wel voor had gekwalificeerd. Fabbri heeft ook privé een relatie met Guignard.

## Persoonlijke records
Guignard/Fabbri
| records             | punten | datum      | toernooi          |
| ------------------- | ------ | ---------- | ----------------- |
| Hoogste totaalscore | 207.68 | 16-04-2021 | World Team Trophy |
| Hoogste korte kür   | 084.66 | 23-01-2020 | EK                |
| Hoogste vrije kür   | 124.75 | 16-04-2021 | World Team Trophy |

## Belangrijke resultaten
2001-2007 solo, 2008/09 met Paola Amati, 2010-2020 met Charlène Guignard
| Kampioenschap                                     | 01/02 | 02/03 | 03/04 | 04/05 | 05/06 | 06/07  |       | 08/09         |               | 10/11         | 11/12         | 12/13         | 13/14         | 14/15         | 15/16         | 16/17         | 17/18         | 18/19         | 19/20 | 20/21 |
| ------------------------------------------------- | ----- | ----- | ----- | ----- | ----- | ------ | ----- | ------------- | ------------- | ------------- | ------------- | ------------- | ------------- | ------------- | ------------- | ------------- | ------------- | ------------- | ----- | ----- |
| Olympische Spelen                                 |       |       |       |       |       |        |       |               |               |               | 14e 4e (team) |               |               |               | 10e           |               |               |               |       |       |
| Wereldkampioenschap                               |       |       |       |       |       |        |       | 19e           |               | 17e           | 14e           | 12e           | 10e           | 11e           | 9e            | 8e            | *             | 6e            |       |       |
| Europees kampioenschap                            |       |       |       |       |       |        |       |               | 11e           | 9e            | 8e            | 6e            | 7e            | 6e            | 5e            | Brons         | 4e            | *             |       |       |
| Grand Prix-finale                                 |       |       |       |       |       |        |       |               |               |               |               |               |               |               |               | Brons         |               |               |       |       |
| Nationaal kampioenschap                           |       |       | Brons | Brons |       | Zilver |       | Zilver        | Zilver        | Zilver        | Zilver        | Zilver        | Zilver        | Zilver        | Zilver        | Goud          | Goud          | Goud          |       |       |
| WK junioren                                       |       |       | 24e   |       | 27e   | 18e    | 20e   | geen deelname | geen deelname | geen deelname | geen deelname | geen deelname | geen deelname | geen deelname | geen deelname | geen deelname | geen deelname | geen deelname |       |       |
| NK junioren                                       | Goud  | Goud  |       |       |       |        | Brons | geen deelname | geen deelname | geen deelname | geen deelname | geen deelname | geen deelname | geen deelname | geen deelname | geen deelname | geen deelname | geen deelname |       |       |
| * Afgelast naar aanleiding van de coronapandemie. |       |       |       |       |       |        |       |               |               |               |               |               |               |               |               |               |               |               |       |       |